# Naxidia nudariata
Naxidia nudariata là một loài bướm đêm trong họ Geometridae.